# Cantonul Zenica-Doboj
Cantonul Zenica-Doboj este una dintre cele 10 unități administrativ-teritoriale de gradul I  ale statului  Bosnia și Herțegovina (Federația Bosniei și Herțegovinei). Are o populație de 398.000 locuitori. Reședința sa este orașul Zenica.

## Municipalități
Cantonul Zenica-Doboj este împărțit în următoarele municipalități:
| Municipalitatea | Populație urbană | Populație municipală |
| --------------- | ---------------- | -------------------- |
| Zenica          | 70,553           | 110,663              |
| Tešanj          | 5,257            | 43,063               |
| Visoko          | 11,205           | 39,938               |
| Kakanj          | 11,796           | 37,441               |
| Zavidovići      | 8,174            | 35,988               |
| Žepče           | 5,460            | 30,219               |
| Maglaj          | 6,099            | 23,146               |
| Breza           | 3,014            | 14,168               |
| Olovo           | 2,465            | 10,175               |
| Vareš           | 2,917            | 8,892                |
| Usora           | -                | 6,603                |
| Doboj Jug       | -                | 4,137                |
| Total           | 126,940          | 364,433              |